# Siguanea
Siguanea är en flygplats i Kuba.   Den ligger i provinsen Isla de la Juventud, i den västra delen av landet, 170 km söder om huvudstaden Havanna. Siguanea ligger 15 meter över havet. Den ligger på ön Isla de la Juventud.
Terrängen runt Siguanea är platt. Havet är nära Siguanea åt sydväst. Runt Siguanea är det ganska glesbefolkat, med 34 invånare per kvadratkilometer. Trakten runt Siguanea består huvudsakligen av våtmarker.